# 타잔 (2013년 영화)
타잔 3D(Tarzan)는 2013년 공개된 독일의 애니메이션 영화이다.

## 줄거리
먼 옛날, 지구에 떨어진 운석으로 인해 공룡이 멸종한다. 시간이 흘러 현대, 기업가 존 그레이스토크는 운석의 에너지를 탐내기 위해 우간다로 탐험대를 파견한다. 과학자 제임스 포터의 도움에도 탐사는 실패하고, 존은 아내와 아들 존 주니어와 함께 떠나기로 한다.
화산 위를 비행하던 중 헬리콥터가 고장나 운석에 불시착하게 되고, 존은 동굴에서 빛나는 돌을 발견한다. 돌을 채취하려다 화산을 깨우는 연쇄반응을 일으키고, 탈출하려던 중 헬리콥터가 추락하며 존 주니어만이 살아남는다. 고릴라 칼라는 아이를 잃은 후 존 주니어를 발견하고 '타잔'이라는 이름을 지어주며 무리에 받아들인다.
타잔은 동물들의 방식으로 성장한다. 한편, 그레이스토크 부부의 실종 후, 제임스 포터는 관광객 가이드로 일하며 탐험 자금을 마련한다. 사파리 중 그의 딸 제인은 위험에 빠진 관광객을 구하다 독사에 물리고, 타잔은 그녀를 안전한 곳으로 데려가 치료해준다. 다음 날, 제인은 희미한 기억만 가진 채 아버지의 캠프로 돌아온다.
인간과의 접촉에 혼란스러워진 타잔은 고릴라 무리를 떠나 추락한 헬리콥터 잔해에서 아버지의 운석 조각을 발견하고 은신처를 짓는다. 몇 년 후, 고릴라 무리의 폭력적인 지도자 튜블랫이 우연히 헬리콥터의 비상 신호를 작동시키고, 그 신호는 그레이스토크 에너지 회사에 전달된다. 현 CEO 윌리엄 클레이튼은 탐욕스러운 야망을 품고 제인에게 아프리카 탐험을 제안한다.
아프리카에서 클레이튼의 탐욕에 실망한 제인은 홀로 정글을 헤매다 성장한 타잔을 만난다. 타잔은 제인을 자신의 은신처로 데려가고, 사랑의 증표로 운석 조각을 준다. 클레이튼 일행은 제인을 추적해오고, 클레이튼은 살아있는 그레이스토크의 후계자인 타잔을 자신의 권력에 위협으로 여겨 공격을 시작한다. 도망치던 타잔과 제인은 운석의 영향으로 돌연변이 식물과 괴물들이 출몰하는 계곡에 들어선다. 위기를 극복한 그들은 운석에 도착하고, 타잔은 그곳에서 아버지의 곡괭이를 발견한다. 제인은 타잔이 존의 아들임을 깨닫는다.
타잔은 고릴라 무리에 제인을 소개하고 튜블랫에게 도전하여 리더 자리를 빼앗는다. 그날 밤, 제인과 타잔은 서로의 사랑을 확인한다. 한편, 클레이튼은 포터의 기지를 용병 기지로 바꾸고, 타잔과 클레이튼 일당 사이에 전투가 벌어진다. 칼라는 타잔과 제인을 보호하려다 총에 맞고, 타잔은 포로로 잡히지만 고릴라 친구들의 도움으로 탈출한다. 타잔은 칼라를 안전한 곳으로 옮기고 복수를 다짐한다. 클레이튼은 운석에 폭탄을 설치하고, 제인과 포터는 갇혀 죽을 위기에 처하지만 타잔에게 구출된다. 포터는 폭탄을 막으려 남고, 전투 중에 타잔은 동물들을 소환하여 클레이튼 일당을 무찌른다. 운석의 힘으로 화산이 폭발하고 산이 무너지지만, 타잔과 제인은 탈출한다.
타잔은 제인과 함께 고릴라 무리와 재회하고 숲을 지키기로 맹세한다. 한편, 포터는 운석 조각을 얻었던 절벽을 오른다.

## 출연

### 주연
- 켈란 루츠 ... 타잔 역
- 스펜서 로크 ... 제인 포터 역

### 조연
- 트레버 세인트 존 ... 윌리엄 클레이튼 역
- 제이미 레이 뉴먼 ... 엘리스 역
- 로버트 카프론 ... 데렉 역
- 마크 데클린 ... 존 역
- 브라이언 허스키 ... 스미스 역
- 브라이언 블룸 ... 밀러 역
- 조 오스몬드 ... 어린 티카 역
- 앤디 위어햄 ... 투블랏 역
- 크리스 프라이즈 ... 크리스 역
- 크레이그 가너 ... 4살 타잔 역
- 에드 오스몬드 ... 어린 터그 역
- 레베카 리니 ... 제인 역

## 기타
- 원작자: 에드거 라이스 버로스
- 총괄프로듀서: 마틴 모스코비츠
- 라인프로듀서: 벤하드 쑤르
- 배역: 릭 몽고메리